# Посёлок совхоза «Астапово»
Совхоза «Аста́пово» — посёлок в городском округе Луховицы Московской области России.

## История
До 2017 года посёлок был административным центром сельского поселения Астаповское. Ранее, до 2006 года, посёлок был также центром Астаповского сельского округа.

## Население
| 2002 | 2006  | 2010  |
| ---- | ----- | ----- |
| 1271 | ↗1349 | ↘1224 |